# Parada 307 (EMT Málaga)

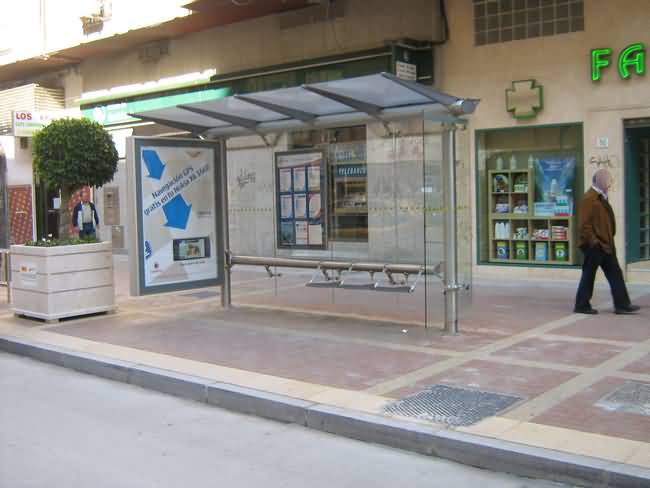
Parada 307

La parada 307 de la EMT Málaga consta de una marquesina que se encuentra en la calle Cuarteles, tras el cruce con Plaza de Toros Vieja. En la actualidad es una de las paradas donde más líneas dan servicio de toda la red malagueña.

## Servicio
Desde su ubicación da servicio a los vecinos de calle Cuarteles y calle Salitre, además de otras aledañas.

### Lugares de importancia cercanos
- Mercado del Carmen

### Enlaces
| Línea     | Sentido                         | Enlaces |
| --------- | ------------------------------- | --- |
| 1         | San Andrés                      | Héroe de Sostoa, Puente Juan Pablo II, Avenida Juan XIII, Avenida de Europa, Biblioteca Provincial de Málaga, Polígono Industrial Santa Bárbara                                                                               |
| 3         | Puerta Blanca                   | Héroe de Sostoa, Puente Juan Pablo II, Avenida de Velázquez, Puerta Blanca |
| 9         | Churriana                       | Héroe de Sostoa, Puente Juan Pablo II, Avenida de Velázquez, Churriana |
| 10        | Guadalmar - Churriana           | Héroe de Sostoa, Puente Juan Pablo II, Avenida de Velázquez, Guadalmar, Centro de Ocio Plaza Mayor, Ikea, Churriana |
| 16        | Térmica                         | Héroe de Sostoa, Puente Juan Pablo II, Avenida Sor Teresa Prat, Las Pirámides, La Misericordia, Térmica |
| 19        | Aeropuerto                      | Héroe de Sostoa, Puente Juan Pablo II, Avenida de Velázquez, Aeropuerto |
| 24        | Los Prados                      | Paseo de los Tilos, Cruz de Humilladero, Camino de San Rafael, Cementerio de San Rafael, EMT, Recinto Ferial, Los Prados |
| 27        | Polígono Industrial Guadalhorce | Héroe de Sostoa, Puente Juan Pablo II, Avenida de Velázquez, Polígono Industrial Santa Bárbara, Polígono Industrial Guadalhorce, Polígono Industrial Santa Teresa                                                             |
| C1        | Nueva Málaga                    | Centro Comercial Larios, Puente de las Américas, Ingeniero de la Torre Acosta, Nueva Málaga, Martínez de la Rosa, Hospital Civil, La Goleta, Capuchinos, Cristo de la Epidemia, Victoria, Paseo del Parque, Alameda Principal |
| A Express | Aeropuerto                      | Aeropuerto |
| N1        | Puerta Blanca                   | Héroe de Sostoa, Puente Juan Pablo II, Avenida de Velázquez, Puerta Blanca |